# قدرة الغدة الدرقية على الإفراز
قدرة الغدة الدرقية على الإفراز (يشار إليها أيضًا باسم القدرة الإضافية للغدة الدرقية، أو الحد الأقصى من إنتاج هرمون الغدة الدرقية، أو ناتج T4، أو إذا حسبت من مستويات مصل الثيروتروبين والتيروكسين، مثل SPINA-GT، فهي أقصى كمية محفزة من هرمون الغدة الدرقية يمكن أن تنتجها الغدة الدرقية في وحدة زمنية معينة (على سبيل المثال ثانية واحدة).

## كيفية تحديد GT
تجريبيًا، يمكن تحديد GT عن طريق تحفيز الغدة الدرقية بتركيز عالٍ من ثيروتروبين (على سبيل المثال عن طريق rhTSH، أي ثيروتروبين بشري مؤتلف) وقياس ناتجها من حيث إنتاج T4، أو عن طريق قياس تركيز المصل من اليود 131 المرتبط بالبروتين بعد تناول اليود المشع. ومع ذلك، فإن هذه الأساليب إما مكلفة أو مصحوبة بتعرض كبير للإشعاع.
في الجسم الحي، يمكن أيضًا تقدير GT من مستويات التوازن لـ TSH وT4 أو T4 الحر. في هذه الحالة تحسب عن طريق المعادلات أدناه:
{\displaystyle {\hat {G}}_{T}={{\beta _{T}(D_{T}+[TSH])(1+K_{41}[TBG]+K_{42}[TBPA])[FT_{4}]} \over {\alpha _{T}[TSH]}}}
أو:
{\displaystyle {\hat {G}}_{T}={{\beta _{T}(D_{T}+[TSH])[TT_{4}]} \over {\alpha _{T}[TSH]}}}
{\displaystyle {\hat {G}}_{T}}: سعة إفرازية نظرية (ظاهرية) (SPINA-GT)
{\displaystyle \alpha _{T}}: عامل التخفيف لـ T4 (مقلوب الحجم الظاهر للتوزيع، 0.1 لتر − 1)
{\displaystyle \beta _{T}}: أس التصفية لـ T4 (1.1e-6 sec − 1)
K41: ثابت ملزمة T4-TBG (2e10 لتر / مول)
K42: ثابت ملزمة T4-TBPA (2e8 لتر / مول)
تعتمد الطريقة على نماذج رياضية لإتتباب الغدة الدرقية. يعد حساب السعة الإفرازية بإحدى هذه المعادلات مشكلة عكسية. لذلك، يجب استيفاء شروط معينة (مثل الثبات) لتقديم نتيجة موثوقة.

### القدرة الإفرازية المحددة
نسبة SPINA-GT وحجم الغدة الدرقية VT (على النحو المحدد على سبيل المثال عن طريق الموجات فوق الصوتية).
{\displaystyle {\hat {G}}_{TS}={\frac {{\hat {G}}_{T}}{{V}_{T}}}}
{\displaystyle {\hat {G}}_{TS}={\frac {\beta _{T}(D_{T}+[TSH])(1+K_{41}[TBG]+K_{42}[TBPA])[FT_{4}]}{\alpha _{T}[TSH]{V}_{T}}}}
أو:
{\displaystyle {\hat {G}}_{TS}={\frac {\beta _{T}(D_{T}+[TSH])[TT_{4}]}{\alpha _{T}[TSH]{V}_{T}}}}
يشار إليها على أنها سعة محددة للغدة الدرقية (SPINA-GTs). إنه مقياس لمقدار مليلتر واحد من أنسجة الغدة الدرقية يمكن أن ينتج في ظل ظروف التحفيز الأقصى. وبالتالي، فإن SPINA-GTs عبارة عن تقدير لنوعية الغدد الصماء لأنسجة الغدة الدرقية.

### المجموعة المرجعية
| الحد الأدنى | الحد الأعلى | الوحدة |
| 1.41        | 8.67        | pmol/s |

تتم معايرة المعادلات ومعاييرها للبشر البالغين الذين تبلغ كتلة الجسم 70 كجم وحجم البلازما حوالي 2.5 لتر.